# جام حذفی فوتبال بلژیک
 جام حذفی فوتبال بلژیک  (به فرانسوی: Coupe de Belgique)، (به هلندی: Beker van België) مسابقاتی است که به صورت حذفی در کشور بلژیک از سال ۱۹۱۱ تاکنون برگزار می‌شود. این جام از ۲۳۴ تیم که از سراسر کشور بلژیک در آن حضور دارند برگزار می‌شود.
باشگاه فوتبال کلوب بروژ با ۱۱ قهرمانی پرافتخارترین تیم این سری مسابقات به حساب می‌آید.

## پرافتخارترین باشگاه‌ها
| باشگاه        | قهرمانی |
| ------------- | ------- |
| کلوب بروژ     | ۱۱      |
| اندرلشت       | ۹       |
| استاندارد لیژ | ۸       |
| خنک           | ۵       |
| خنت           | ۴       |